# Cyberattaque d'Anonymous 2024 en Guinée

La cyberattaque d'Anonymous 2024 en Guinée est une série de cyberattaques entamée depuis le 8 février 2024 par Anonymous contre les sites web de l'État guinéen.

## Contexte
Depuis novembre 2023, la république de Guinée est sous censure de la majorité des réseaux sociaux et de l'internet en général. Plusieurs associations de presse appellent à la libération d'internet mais le gouvernement invoque un impératif de sécurité nationale menacé.
Cette attaque inédite de grande ampleur, sans précédent dans l'histoire de la cyberattaque en république de Guinée, revendiquée par le mouvement cyberactiviste Anonymous.

### Aéroport Ahmed Sékou Touré

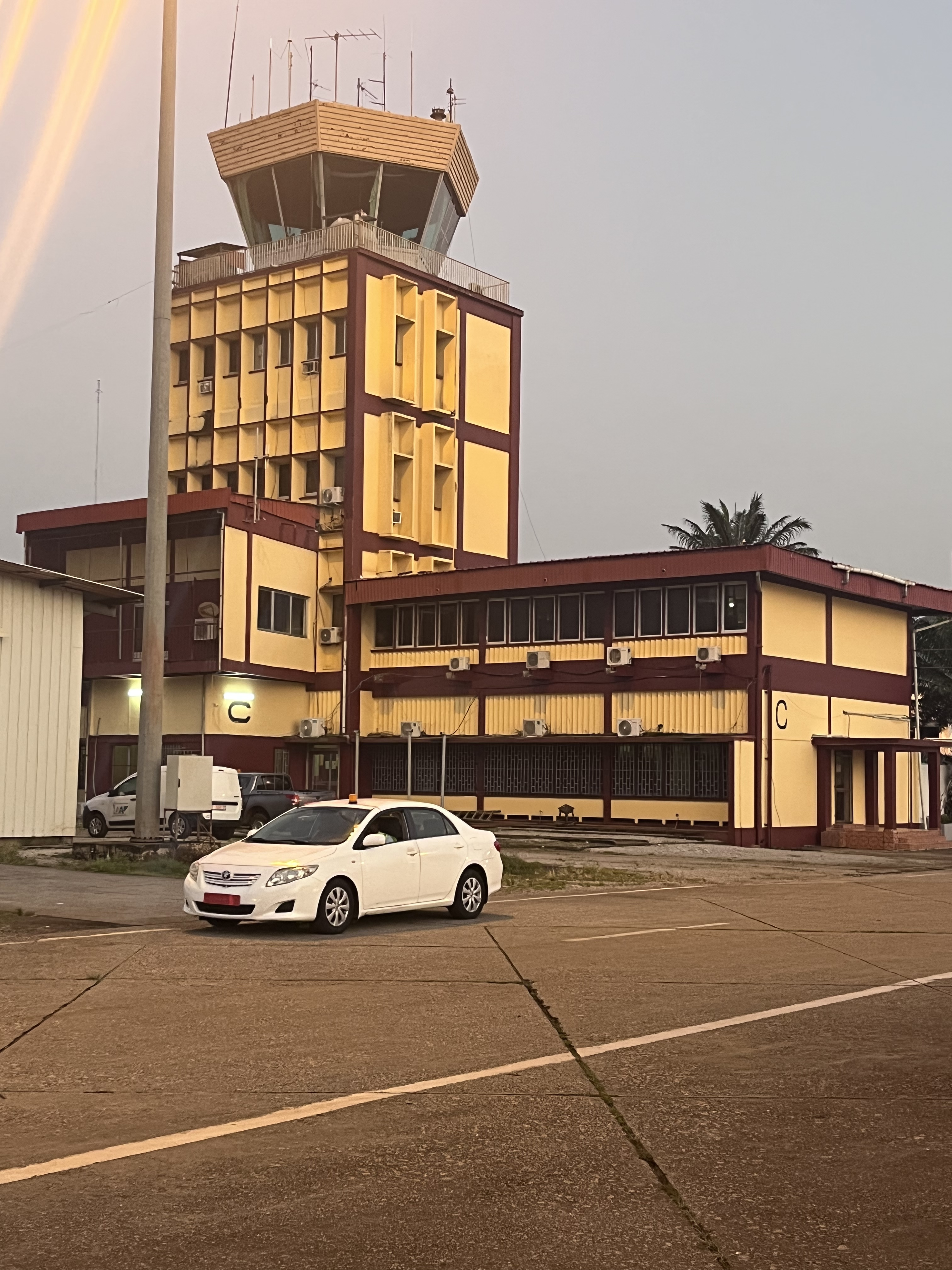

Le 8 janvier 2024, le collectif des hacker Anonymous rend inaccessible du site web de l'aéroport Ahmed-Sékou-Touré. Deux jours plus tard, le 10 janvier 2024, l'aéroport annonce la création d'un nouveau site.

### Guinea Investiment Forum
Le 13 janvier 2024, le collectif Anonymous rend inaccessible du site web de Guinea Investiment Forum et précise avoir accès a toutes les données du domaine. Contrairement au site de l'aéroport sur lequel les données sécuritaires n'ont pas été prises.